# داسار
داسار هو اختصار لعميلة تضخيم الظلام بواسطة امتصاص الإشعاع المحفز. إنه تعبير قليل الاستخدام يصف امتصاص الفورمالدهيد (أو في تعبير اخر الميثانال و هو مركب عضوي من فصيلة الألدهيدات ذو الصيغة الكيميائية CH2O وهو غاز عديم اللون في درجة الحرارة العادية، سريع الذوبان في الماء وقابل للاشتعال اسمه النظامي ميثانال (methanal)) الشاذ بين النجوم و هو غاز عديم اللون و الرائحة. تم اكتشاف داسار بواسطة العالم بالمر و علماء آخرون في عام 1969م .